# Harold Lozano
John Harold Lozano (Cali, 30 maart 1972) is een voormalig profvoetballer uit Colombia. Hij speelde als middenvelder gedurende zijn carrière.

## Clubcarrière
Lozano begon zijn carrière bij América de Cali in zijn geboorteplaats Cali. Vanaf 1994 trok de middenvelder naar het buitenland en speelde hij onder meer in Spanje en Brazilië. Hij beëindigde zijn loopbaan in 2004 bij het Mexicaanse CF Pachuca.

## Interlandcarrière
Lozano speelde 48 officiële interlands voor Colombia in de periode 1993-2003, en scoorde drie keer voor de nationale ploeg. Hij maakte zijn debuut in de vriendschappelijke uitwedstrijd tegen Costa Rica (4-1) op 31 maart 1993. Hij viel in dat oefenduel na 57 minuten in voor Antony de Ávila. Ook José María Pazo, Óscar Córdoba en Óscar Cortés maakten in die wedstrijd hun debuut voor Colombia.
Lozano nam met Colombia onder meer deel aan het WK voetbal 1994, het WK voetbal 1998 en de Olympische Spelen van 1992 in Barcelona. Ook deed hij mee aan vier opeenvolgende edities van de Copa América: 1993, 1995, 1997 en 1999.
| Interlanddoelpunten | Interlanddoelpunten | Interlanddoelpunten | Interlanddoelpunten    | Interlanddoelpunten | Interlanddoelpunten | Interlanddoelpunten | Interlanddoelpunten |
| #                   | Datum               | Locatie             | Wedstrijd              | Goal(s)             | Score               | Uitslag             | Wedstrijd           |
| ------------------- | ------------------- | ------------------- | ---------------------- | ------------------- | ------------------- | ------------------- | ------------------- |
| 1                   | 03/05/1994          | Miami               | Colombia – Peru        | 61'                 | 1 – 0               | 1 – 0               | Miami Cup           |
| 2                   | 05/05/1994          | Miami               | Colombia – El Salvador | 85'                 | 3 – 0               | 3 – 0               | Miami Cup           |
| 3                   | 26/06/1994          | San Francisco       | Zwitserland – Colombia | 90'                 | 0 – 2               | 0 – 2               | WK-eindronde        |

## Erelijst
América de Cali
- Copa Mustang

1992
 RCD Mallorca
- Copa del Rey

2003
 Pachuca
- Primera División de México

2003 (Apertura)